# Castello di Monteodorisio
Il castello di Monteodorisio è una fortificazione medievale risalente all'XI secolo, probabilmente costruita dai Normanni, poiché nel 1095 appare in una cessione di beni indirizzata dal Conte dei conti Roberto di Loritello al vescovo teatino Rainolfo in cui, insieme al castello, vengono donate in perpetuo alla Diocesi teatina anche le due chiese a esso afferenti, cioè quella di San Salvatore dentro di esso e quella di San Pietro fuori. Esso appartenne successivamente a varie famiglie, tra cui i Del Borgo, i D'Artus, i Barrile, i Caldora e i D'Avalos; è situato nell'omonimo comune in provincia di Chieti.

## Descrizione
Il castello è posto nella parte più alta dell'abitato, sul limite ovest del colle, dove questo scende ripidamente verso il fiume Sinello, posizione che permetteva una visuale libera sull'intera valle sottostante, per avvistare i nemici e consentire una possibile fuga.
Della forma originale, presumibilmente rettangolare, rimangono solo la cortina sud-ovest, adibita ad abitazione, la cortina nord-ovest, costituita da un alto muro, e tre dei quattro torrioni, orientati rispetto i punti cardinali. Fonti d'archivio lascino dedurre che l'inizio del degrado del castello sia iniziata con le devastazioni portate dalla Congiura dei baroni (1485) da parte delle truppe pontificie, per poi giungere alla definitiva scomparsa dei due lati e della quarta torre nella prima metà del 1800. A inizio Novecento, la corte è stata livellata all'adiacente piazza per poter inserire l'edificio scolastico (1925), eretto sull'area delle originarie cortine.
Il castello è realizzato con ciottoli di fiume, interi o lavorati, provenienti dal fiume Sinello, misti ad argilla, visibili soprattutto nella struttura delle torri. I torrioni hanno pianta circolare a scarpa, con finestre. La parte nord consta di muri spessi quattro metri, con un'altezza di 14 metri e delle aperture per cannoni strombate. Nella parte più alta di questa facciata vi è un'ampia finestra con arco a tutto sesto. Questa parte, insieme alle torri, è la più antica. Le quattro feritoie erano servite da un piano di calpestio. Il corpo di fabbrica è più recente. Le strutture murarie segnalano alcuni interventi di rafforzamento avvenuti nel XV secolo e altri, più recenti, del 1960. La torre posta a ovest ha un coronamento a beccatelli privi di caditoie e dallo scopo puramente ornamentale, sopra di essi vi è un fregio ad archi intrecciati, più sopra vi è un fregio a ovoli. La torre settentrionale, al di sotto del redondone, posto fra scarpa e il livello appiombo, consta di un motivo architettonico costituito da mattoni posti a lisca di pesce.
Nei locali del castello vi è il Museo per l'economia tra l'antichità ed il Rinascimento. Il castello dal 2012 ospita anche il Museo per l'Archeologia del Vastese, che prima era ospitato nel convento di Sant'Antonio a San Buono. Conserva reperti archeologici rinvenuti nei comuni dell'hinterland vastese, tra i fiumi Trigno e Sinello.
A poca distanza dalla torre sud, è stata costruita una cisterna dell'acqua che, con la sua altezza e conformazione, influenza notevolmente la visione d'insieme del castello.